# 大栄橋

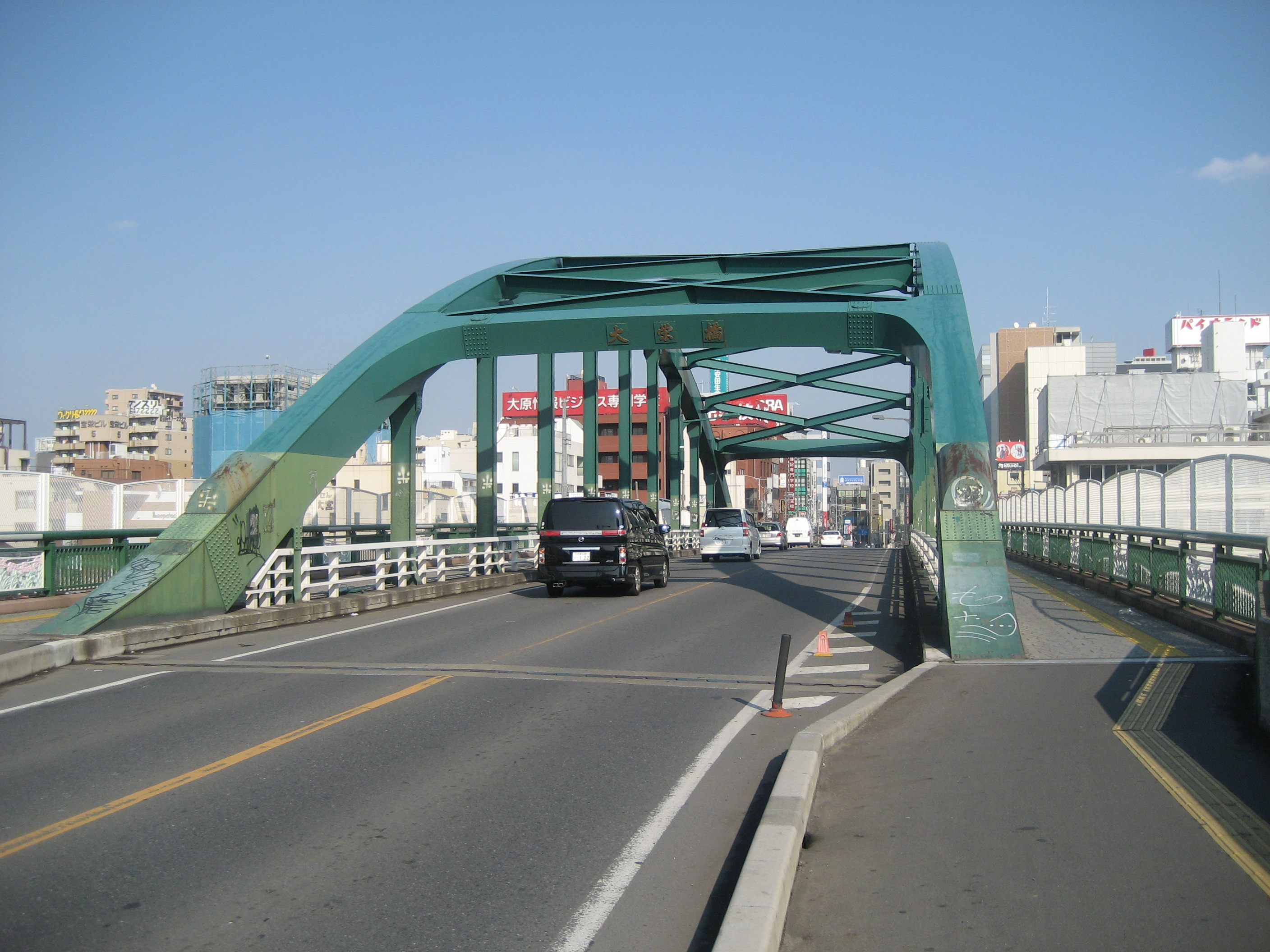
大栄橋

大栄橋（たいえいばし）は、埼玉県さいたま市大宮区宮町と同区桜木町の間で、東日本旅客鉄道（JR東日本）東北本線（宇都宮線）・高崎線・大宮総合車両センターおよび東武鉄道野田線とさいたま市道に架かる、埼玉県道2号さいたま春日部線（旧国道16号。川越新道・岩槻新道）の跨線橋および跨道橋（陸橋）。
東詰（宮町）には大栄橋交差点（たいえいばしこうさてん）が、西詰（桜木町）には大栄橋西交差点（たいえいばしにしこうさてん）がある。本項では大栄橋と併せて両交差点についても記述する。

## 概要
大宮駅北方至近にあり、宇都宮線では大宮駅 - 土呂駅間、高崎線では大宮駅 - 宮原駅間、東武野田線では大宮駅 - 北大宮駅間にある。また、東北・上越新幹線および埼玉新都市交通ニューシャトルの高架を潜っており、東北新幹線では大宮駅 - 小山駅間、上越新幹線では大宮駅 - 熊谷駅間、埼玉新都市交通伊奈線では大宮駅 - 鉄道博物館駅間にある。
大栄橋は、かつて大宮駅構内にあった踏切を解消するため、1961年（昭和36年）8月に工費2億2300万円で完成した。全長はアプローチ部を含めて420 m。橋梁部は長さ63.9 mのアーチ型で、片側1車線の幅員9 mの車道と両側に設置された幅員2 mの歩道で構成される。名前は1100件あまりの公募の中から選ばれたもので「（東西の）大宮がひとつになり栄えるように」という願いが込められている。正式には清音の「たいえいばし」だが、開通時から「だいえいばし」と濁って呼ばれることが多く、交差点名の英文表記もかつては「Daieibashi」となっていた。2014年（平成26年）に交差点名の読みを正式な読み方に改めたことに伴って、英文表記も「Taieibashi」に改められたが、2020年（令和2年）に「Taiei Bridge」と再び変更されている。
本来は川越新道の交通量増大に伴い、戦前の1937年（昭和12年）に計画され、翌1938年（昭和13年）には人道橋である「錦町跨線橋」が架けられたが、本体工事は戦争によって中断していた。戦後の1953年（昭和28年）、川越新道が二級国道129号（現：国道16号）に指定されたことから、大宮市（現：さいたま市）は踏切解消を県や国に働きかけ、同年に工事が再開された。なお、再開前の調査では、川越新道踏切は1時間のうち27分しか開かない「開かずの踏切」であった。1959年（昭和34年）7月1日に橋梁は竣工したが、東詰のビルの立ち退きが遅れたため、歩行者と自転車だけに開放された。2年後の1961年（昭和36年）8月30日に全面開通した。
本橋梁は特定非営利活動法人シビルまちづくりステーション（旧称：ITステーション市民と建設）による「関東地域の橋百選」に選出されている。

## 交差点

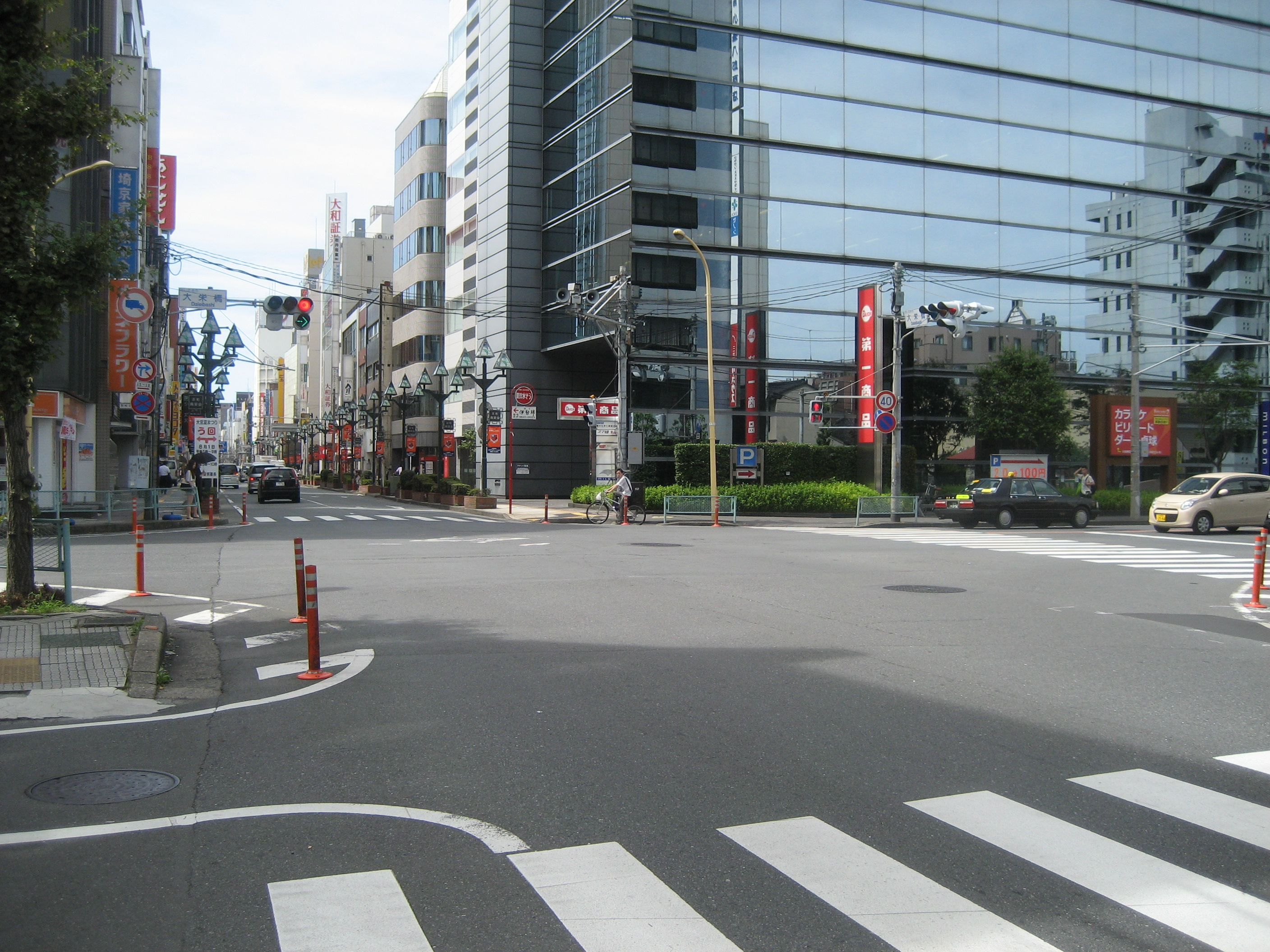
大栄橋交差点（埼玉県道90号大宮停車場線方向を撮影）

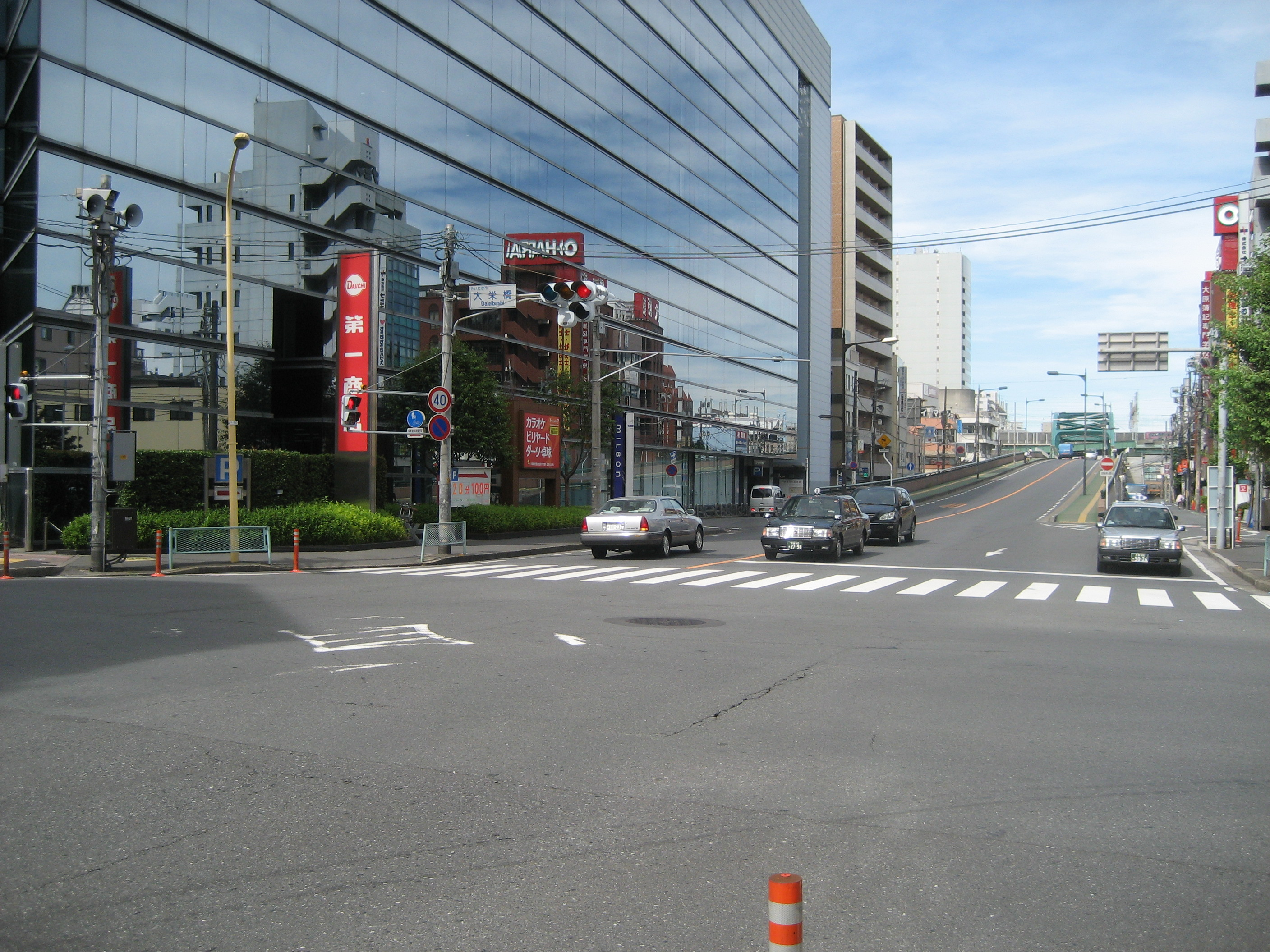
大栄橋交差点（埼玉県道2号さいたま春日部線大栄橋方向を撮影）

市内東部（産業道路・第二産業道路・東大宮バイパス）・西部（国道17号・三橋・指扇）方面と大宮駅方面を結ぶ主要な交差点であり、自動車の交通量が多く日中も混雑する。大栄橋西交差点では、買い物客が多くなる土休日に周辺の商業施設駐車場の入出庫による混雑も相まって、当交差点を始点に南方向の市道と東西方向の大栄橋が渋滞し、大栄橋交差点まで続くことがある。

### 大栄橋交差点
| 埼玉県道2号標識 | 埼玉県道90号標識 | 埼玉県道164号標識 |

- 西・東 - 埼玉県道2号さいたま春日部線（旧国道16号）
- 南 - 埼玉県道90号大宮停車場線（旧中山道）
- 北・南 - 埼玉県道164号鴻巣桶川さいたま線（旧中山道）

### 大栄橋西交差点
- 西・東 - 埼玉県道2号さいたま春日部線（旧国道16号）
- 南・北 - さいたま市道

- スクランブル横断歩道
2005年にスクランブル交差点となったが、交差点の面積が小さく、道路混雑などの影響もあり横断歩道の信号時間は短い。自転車は手押しとせずに走行して（軽車両扱い）横断する者がほとんどであり、歩行者や自転車同士で衝突する危険性が指摘されている。2007年に「自転車は下りて横断しましょう」と看板が設けられたが抑制されていない。

## 隣の橋
- 東北本線（宇都宮線）

（起点） - 新都心大橋 - 大宮ほこすぎ橋 - 大栄橋 - 埼玉県道35号川口上尾線（産業道路） - 第一菖蒲跨線道路橋 - （終点）
- 高崎線

（起点） - 大栄橋 - 大成跨線橋 - 新大宮バイパス - （終点）
- 東武野田線（東武アーバンパークライン）

（起点） - 大栄橋 - 盆栽陸橋 - 国道16号（東大宮バイパス） - （終点）